# Ramini
Ramini è una località del comune di Pistoia posta a circa 3  km dal centro cittadino.

## Storia
La località di Ramini è citata già in documenti del X secolo: una casa et ressortes a Ramini fu donata alla Cattedrale di Pistoia dal conte Teudicio con atto del 2 novembre 944; più tardi nella stessa località il vescovo di Pistoia ebbe una vigna con atto di permuta del 22 febbraio 967. Nel XVI secolo vi risiedeva il poeta Tommaso Baldinotti, poi il paese è anche citato in alcuni libri dei secoli successivi. Fino al 1877 Ramini apparteneva al comune di Porta Lucchese, una delle quattro "cortine" nelle quali era diviso il contado di Pistoia. Fra i monumenti di Ramini si ricorda la chiesa intitolata a San Niccolò, ricostruzione settecentesca della chiesa di Santa Maria in loco Ramini già documentata nel dicembre 1035.